# کاخ موسیقی کاتالان
کاخ موسیقی کاتالان (به اسپانیایی: Palau de la Música Catalana) یک تالار موسیقی در شهر بارسلون است که به شیوه نوگرایی کاتالان توسط لوییز دومانچه ای مونتانر طراحی شد. ساخت این بنا از سال ۱۹۰۵ تا ۱۹۰۸ به طول انجامید و در تاریخ ۹ فوریه ۱۹۰۸ افتتاح شد. این بنا جزو میراث جهانی یونسکو می‌باشد.

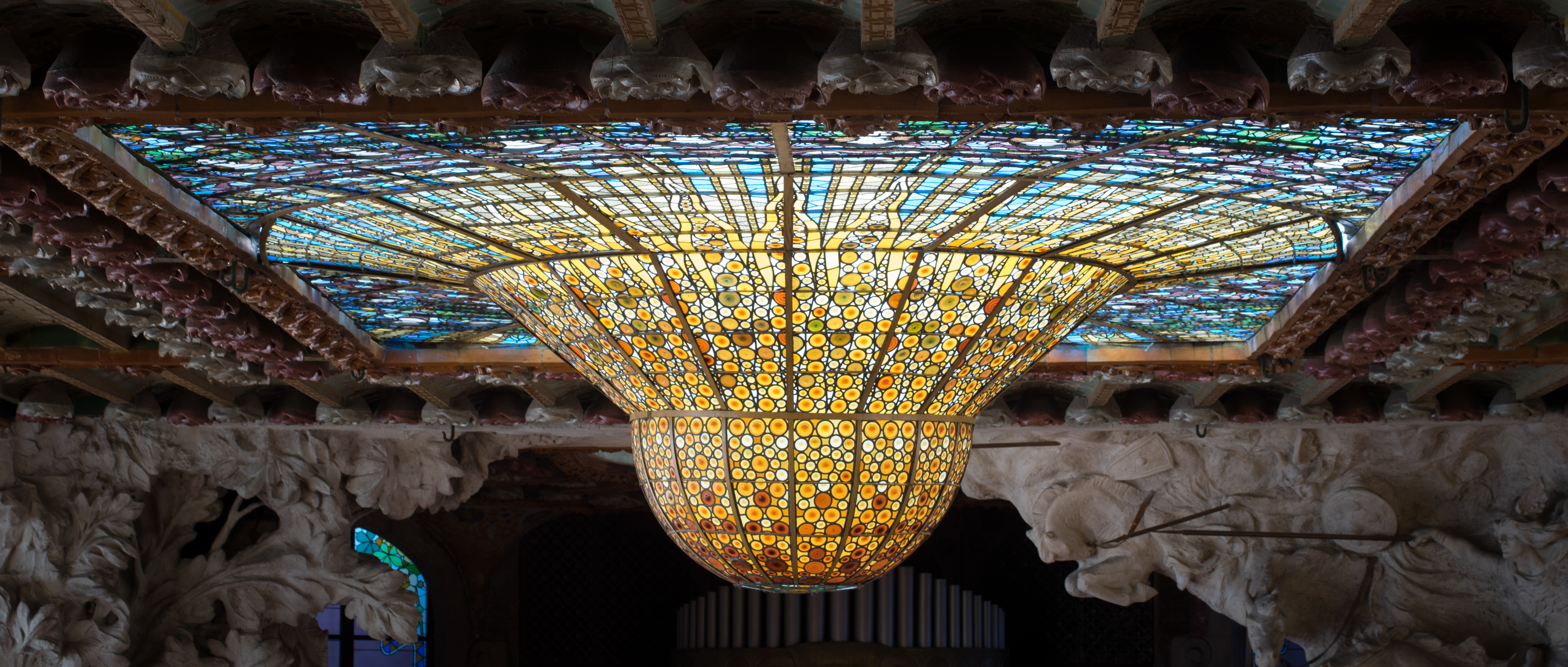
سقف شیشه ای کاخ موسیقی کاتالان